# Durhami püspökök listája
A durhami püspökök listája:

## Angolszász püspökök (995-1071)
- Aldhun 995-1018 (korábban Lindisfarne püspöke)
- Eadmund 1021-1041
- Eadred 1041-1042
- Ethelric 1042-1056
- Ethelwin 1056-1071

## Herceg-püspökök (1071-1559)
- William Walcher 1071-1080
- William de St-Calais 1081-1096
- Ranulf Flambard 1099-1128
- Geoffrey Rufus 1133-1140
- William Cumin 1141-1143
- William of St. Barbara 1143-1153
- Hugh de Puiset 1153-1195
- Philip of Poitou 1197-1208
- Richard Poore 1209-1213
- John de Gray 1214 felszentelése előtt meghalt
- Morgan 1215 érvénytelen választás
- Richard Marsh 1217-1226
- William Scot 1226-1227 érvénytelen választás
- Richard Poore 1229-1237
- Thomas of Melsonby 1237-1240 felszentelés előtt lemondott
- Nicholas Farnham 1241-1249
- Walter of Kirkham 1249
- Robert Stitchill 1260-1274
- Robert of Holy Island 1274-1283
- Antony Bek 1284-1310; (1306-1311 között Jeruzsálem latin pátriárkája)
- Richard Kellaw 1311-1316
- Lewis de Beaumont 1318-1333
- Richard de Bury 1333-1345
- Thomas Hatfield 1345-1381
- John Fordham 1382-1388
- Walter Skirlaw 1388-1406
- Thomas Langley 1406-1437
- Robert Neville 1437-1457
- Laurence Booth 1457-1476
- William Dudley 1476-1483
- John Sherwood 1484-1494
- Richard Foxe 1494-1501
- William Senhouse 1502-1505
- Christopher Bainbridge 1507-1508
- Thomas Ruthall 1509-1523
- Thomas Wolsey 1523-1529
- Cuthbert Tunstall 1530-1559

## Anglikán herceg-püspökök (1561-1836)
- James Pilkington 1561-1576
- Richard Barnes 1577-1587
- Matthew Hutton 1589-1595
- Tobias Matthew 1595-1606
- William James 1606-1617
- Richard Neile 1617-1627
- George Monteigne 1628
- John Howson 1628-1632
- Thomas Morton 1632-1659
- John Cosin 1660-1672
- Nathaniel Crewe 1674-1722
- William Talbot 1722-1730
- Edward Chandler 1730-1750
- Joseph Butler 1750-1752
- Richard Trevor 1752-1771
- John Egerton 1771-1787
- Thomas Thurlow 1787-1791
- Shute Barrington 1791-1826
- William Van Mildert 1826-1836

## Püspökök (1836 óta)
- Edward Maltby 1836-1856
- Charles Longley 1856-1860
- Henry Villiers 1860-1861
- Charles Baring 1861-1879
- Joseph Barber Lightfoot 1879-1889
- Brooke Westcott(wd) 1890-1901
- Handley Moule 1901-1920
- Herbert Hensley Henson 1920-1939
- Alwyn Williams 1939-1952
- Arthur Michael Ramsey 1952-1956
- Maurice Harland 1956-1966
- Ian Ramsey 1966-1972
- John Habgood 1973-1983
- David Edward Jenkins 1984-1994
- Michael Turnbull 1994-2003
- Nicolas Thomas Wright 2003-tól

## Fordítás
- Ez a szócikk részben vagy egészben  a   List of Bishops of Durham című angol Wikipédia-szócikk ezen változatának fordításán alapul.  Az eredeti cikk szerkesztőit annak laptörténete sorolja fel. Ez a jelzés csupán a megfogalmazás eredetét és a szerzői jogokat jelzi, nem szolgál a cikkben szereplő információk forrásmegjelöléseként.